# Jury Astapenka
Jury Astapenka (* 10. Oktober 1990) ist ein ehemaliger belarussischer Skilangläufer.

## Werdegang
Astapenka trat erstmals international bei den Nordischen Junioren-Skiweltmeisterschaften 2010 in Hinterzarten in Erscheinung und belegte dabei den 52. Platz über 10 km klassisch und den zehnten Rang mit der Staffel. Zu Beginn der Saison 2010/11 startete er im Alpencup, bei der er Platzierungen außerhalb der Punkteränge errang. Bei den U23-Skiweltmeisterschaften 2011 in Otepää kam er auf den 38. Platz im Skiathlon und den 24. Rang über 15 km Freistil. Im Februar 2011 debütierte er in Nové Město im Weltcup. Dabei startete er im 15-km-Massenstartrennen, welches er nicht beendete und errang mit der Staffel den 15. Platz. Bei den U23-Skiweltmeisterschaften 2012 in Erzurum kam er auf den 46. Platz über 15 km klassisch. Im Januar 2013 belegte er bei den U23-Skiweltmeisterschaften in Liberec den 48. Platz im Skiathlon und den 28. Rang über 15 km Freistil. Im folgenden Monat errang er bei den Nordischen Skiweltmeisterschaften im Val di Fiemme den 62. Platz im Skiathlon und den 57. Rang im 50-km-Massenstartrennen. In der Saison 2013/14 nahm er vorwiegend an FIS-Rennen teil. Seine besten Resultate bei der Winter-Universiade 2013 in Lago di Tesero waren der 16. Platz im Skiathlon und der achte Rang mit der Staffel. In der folgenden Saison trat er bei sechs Weltcuprennen an. Seine beste Platzierung dabei war der 48. Platz über 15 km Freistil in Sotschi. Bei den Nordischen Skiweltmeisterschaften 2015 in Falun belegte er den 37. Platz über 15 km Freistil, den 36. Rang im Skiathlon und den 14. Platz mit der Staffel. Im Sommer 2015 startete er in Madona erstmals im Rollerski-Weltcup und errang dabei den vierten Platz über 7,5 km klassisch und den zweiten Platz im anschließenden Verfolgungsrennen. Zu Beginn des Winters 2014/15 beendete er die Nordic Opening auf den 75. Platz. Die Tour de Ski 2016 musste er vorzeitig beenden, nachdem er in Oberstdorf bei der 15-km-Massenstartetappe überrundet wurde. Nach Platz drei beim Slavic Cup über 10 km Freistil in Štrbské Pleso zu Beginn der Saison 2016/17, holte er in Syanki über 10 km klassisch und über 15 km Freistil seine ersten Siege im Eastern-Europe-Cup. Im weiteren Saisonverlauf belegte er im Eastern-Europe-Cup einmal den zweiten und einmal den dritten Rang und erreichte damit den fünften Platz in der Gesamtwertung. Bei den Nordischen Skiweltmeisterschaften 2017 in Lahti kam er auf den 39. Platz im Sprint, auf den 32. Platz im 50-km-Massenstartrennen und auf den 28. Platz im Sprint. Im folgenden Jahr lief er bei den Olympischen Winterspielen in Pyeongchang auf den 55. Platz über 15 km Freistil, auf den 50. Rang im Skiathlon und auf den 14. Platz zusammen mit Michail Sjamjonau im Teamsprint. Letztmals international startete er bei den Nordischen Skiweltmeisterschaften 2019 in Seefeld in Tirol. Dabei belegte er den 42. Platz im Skiathlon, den 33. Rang im 50-km-Massenstartrennen und den 16. Platz im Teamsprint.

## Siege bei Continental-Cup-Rennen
| Nr. | Datum             | Ort           | Disziplin       | Serie              |
| --- | ----------------- | ------------- | --------------- | ------------------ |
| 1.  | 20. Dezember 2016 | Syanki        | 10 km klassisch | Eastern-Europe-Cup |
| 2.  | 21. Dezember 2016 | Syanki        | 15 km Freistil  | Eastern-Europe-Cup |
| 3.  | 30. Dezember 2017 | Štrbské Pleso | 15 km klassisch | Slavic-Cup         |